# منفیس (میشیگان)
منفیس، میشیگان (به انگلیسی: Memphis, Michigan) یک شهر در ایالات متحده آمریکا با جمعیت ۱٬۱۸۳ نفر است که در میشیگان واقع شده‌است.

## موقعیت جغرافیایی
موقعیت جغرافیایی شهرها و مناطق اطراف به شرح زیر است: